# شورتنز
شرتنز (بالألمانية: Schortens) هي بلدة ألمانية تقع في ألمانيا في فرايزلاند. يقدر عدد سكانها بـ 21,132 نسمة .

## المدن التوأمة
مدن Nagybajom وPieszyce هي مدن توأمة لـشرتنز.